# Iża
Iża (biał. Іжа) – agromiasteczko na Białorusi, na Wileńszczyźnie, w obwodzie mińskim, w rejonie wilejskim, w sielsowiecie Iża, nad rzeką Narocz.
Znajduje się tu parafialna cerkiew prawosławna pw. św. Józefa Oblubieńca.

## Historia
W czasach zaborów miasteczko w powiecie wilejskim, w guberni wileńskiej Imperium Rosyjskiego.
W latach 1921–1945 wieś leżała w Polsce, w województwie wileńskim, w powiecie wilejskim, w gminie Iża, od 1 kwietnia 1932 w gminie Wojstom.
W II Rzeczypospolitej do 1932 roku była siedzibą gminy Iża.
Według Powszechnego Spisu Ludności z 1921 roku zamieszkiwało tu 513 osób, 12 było wyznania rzymskokatolickiego a 501 prawosławnego. Jednocześnie 11 mieszkańców zadeklarowało polską, 499 białoruską a 3 rosyjską przynależność narodową. Były tu 93 budynki mieszkalne. W 1931 w 107 domach zamieszkiwało 579 osób.
Wierni należeli do parafii rzymskokatolickiej w Wiszniewie i miejscowej prawosławnej. Miejscowość podlegała pod Sąd Grodzki w Wilejce i Okręgowy w Wilnie; mieścił się tu  urząd pocztowy obsługujący znaczną część gminy.
W wyniku napaści ZSRR na Polskę we wrześniu 1939 miejscowość znalazła się pod okupacją sowiecką. 2 listopada została włączona do Białoruskiej SRR. Od czerwca 1941 roku pod okupacją niemiecką. W 1944 miejscowość została ponownie zajęta przez wojska sowieckie i włączona do Białoruskiej SRR.
Od 1991 w składzie niepodległej Białorusi.